# Taberg
Taberg est une localité de Suède de 4 223 habitants appartenant à la commune de Jönköping et située à 15 km au sud de cette ville.
Sa particularité est d'être située au pied d'une colline homonyme étonnamment escarpée pour la région. Avec ses 343 m d'altitude, elle est le second point culminant du Småland derrière le Tomtabacken.

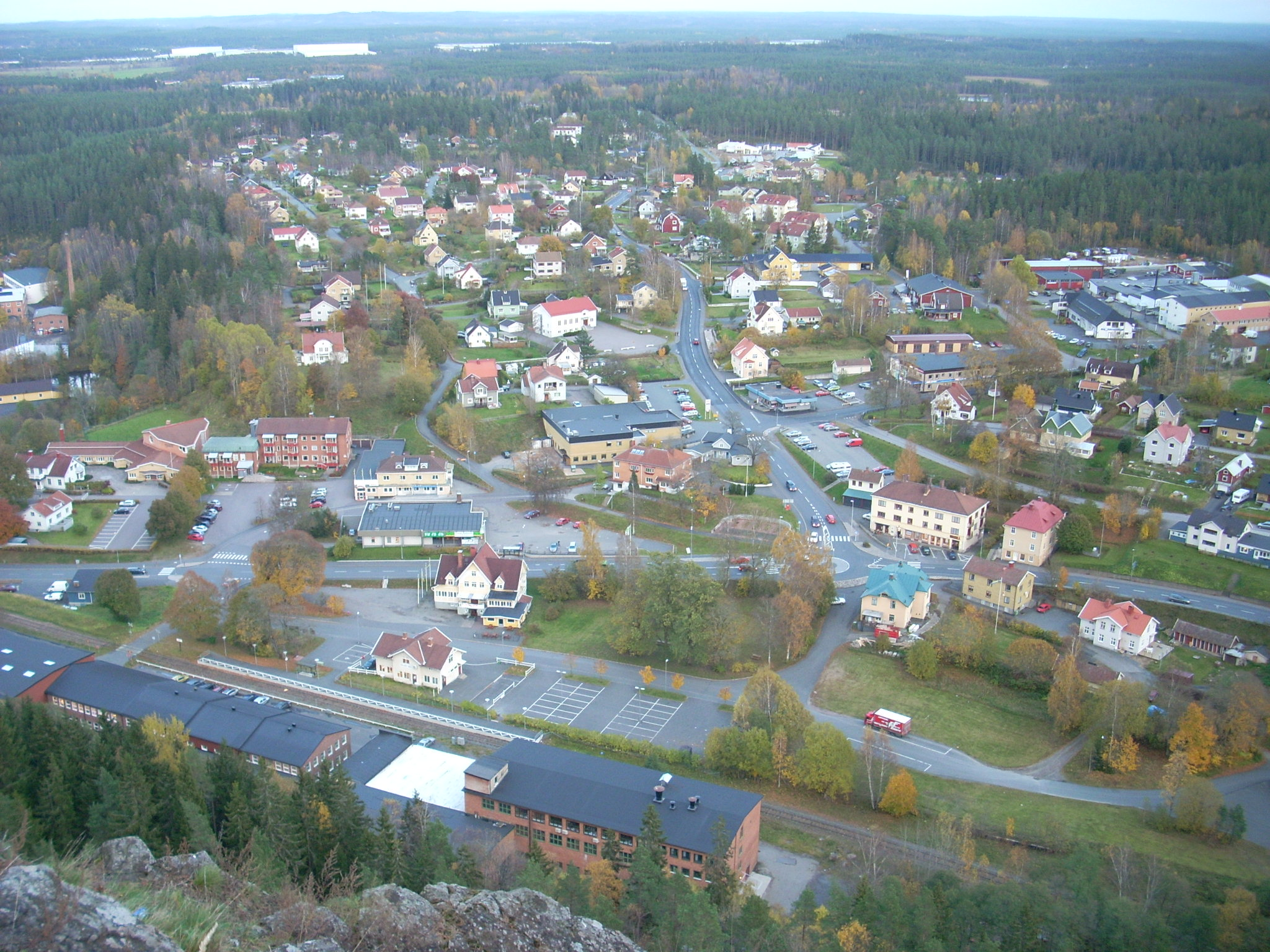
La localité, vue du sommet du mont éponyme

Le mont Taberg, qui domine toute la région au sud du lac Vättern, est une exception géologique, étant constitué de titane-magnétite-olivine (le seul autre exemple connu se trouve au Rhode Island, USA). Cette roche a été exploitée comme minerai de fer depuis le XVe siècle jusqu'aux années 1940. Il était réputé donner des aciers d'extrême qualité. Il se dit en Suède que les armuriers parisiens vantaient leurs meilleurs armes en disant « C'est du fer de Takaberg ! ». 
Nils Gabriel Sefström y découvrit du vanadium en 1830.
La composition du sol, l'altitude et les diverses expositions au soleil du Taberg ont favorisé la présence d'espèces végétales et animales souvent très rares, aussi bien alpines qu'arctiques ou normalement endémiques en Europe centrale. Carl von Linné appelait le Taberg « la merveille du Småland ». Nulle part en Suède, on n'y trouve autant de variétés de mousses, dont six considérées comme menacées.
Le mont Taberg est aujourd'hui un espace naturel protégé.